# The Vaccines
The Vaccines är ett indierockband från London, bildat 2010. Bandets debutalbum What Did You Expect from the Vaccines släpptes 14 mars 2011, av Columbia Records. Den 29 juni 2011 spelade The Vaccines på  Peace & Love-festivalen i Borlänge. Den 22 oktober 2011 gjorde The Vaccines sin andra spelning i Sverige på Debaser i Stockholm och den 28 oktober 2012 spelade de på Pustervik i Göteborg. The Vaccines spelade den 16 oktober 2015 på Debaser i Stockholm och den 18 oktober 2015 på Pustervik i Göteborg. Den 25 maj 2024 spelade The Vaccines på festivalen Park Sounds i Huskvarna Folkets Park. Den 17 juni 2016 meddelade bandet via sin Facebook-sida att deras trummis Pete Robertson lämnar bandet. 2017 berättade Freddie Cowan att Yoann Intoni och Timothy Lanham har blivit officiellt medlem in bandet. Cowan sa: "After Pete left, we took some photos with just the three of us and it felt weird. And equally we had these guys that were really involved in making the record, so it felt like the right thing to do. You want to embrace the new chapter, not hold on to what was." I april 2017, turnerade The Vaccines i Shanghai, Kina där de spelade tre nya låtar; "Your Love Is My Favourite Band", "Surfing In The Sky" och "Rolling Stones".

## Diskografi

### Album
Studioalbum
- 2011 – What Did You Expect from the Vaccines?
- 2012 – Come of Age
- 2015 – English Graffiti
- 2018 – Combat Sports

Livealbum
- 2011 – Live From London, England

### EPs och singlar
EPs
- 2012 – Live from Brighton, England
- 2012 – Please, Please Do Not Disturb
- 2013 – Melody Calling
- 2018 – Total Power Pop

Singlar (urval)
- 2010 – "Wreckin' Bar (Ra Ra Ra)" / "Blow It Up"
- 2010 – "Post Break-Up Sex" / "We're Happening"
- 2011 – "If You Wanna" / "Out Of The Way"
- 2011 – "If You Wanna" / "It's All Good"
- 2011 – "All In White" / "Tuck and Roll"
- 2011 – "Nørgaard" / "Primal Urges"
- 2011 – "Wetsuit" / "Tiger Blood"
- 2012 – "Why Should I Love You?" / "Post Break-Up Sex"
- 2012 – "No Hope" / "Blow Your Mind"
- 2012 – "Teenage Icon" / "Panic Attack"
- 2012 – "I Always Knew" / "Make You Mine"
- 2013 – "Bad Mood" / "Living Out Your Dreams Backwards"
- 2015 – "Handsome" / "Handsome Reimagined" (Dave Fridmann Edit)
- 2015 –  "Dream Lover" / "Dream Lover Reimagined" (Malcolm Zillion Edit)
- 2015 – "20/20" / "20/20 Reimagined" (Dave Fridmann Edit)
- 2018 – "I Can't Quit"